# Inwendig milieu
Het milieu intérieur of inwendig milieu, is de extracellulaire lichaamsvloeistof in een meercellig organisme, meer specifiek de waterige vloeistof in het interstitium, de ruimte buiten de cellen van de verschillende weefsels. Het biedt een stabiele, beschermende omgeving voor de weefsels en organen van het organisme. De vloeibare (waterige) omgeving waarin alle cellen zich bevinden, maakt de uitwisseling van opgeloste aan- en afvoerstoffen, vanuit en naar de individuele cellen mogelijk.
De Franse fysioloog Claude Bernard (1813-1878) gebruikte de term milieu de l'intérieur vanaf 1854 in zijn werken, in de context van de ontwikkeling van zijn nieuwe levenstheorie. Deze theorie verving de traditionele ideeën van vitalisme en zelfgenezend vermogen, die  bekend stonden als vis medicatrix naturae. Vermoedelijk heeft hij de term niet echt zelf bedacht, maar overgenomen van histoloog Charles Robin.
De term milieu intérieur werd pas in de vroege twintigste eeuw algemeen geaccepteerd, onder invloed van fysiologen als Joseph Barcroft en met name Walter Bradford Cannon. Laatstgenoemde ontwikkelde het concept van de homeostase: het zelfregulerend vermogen van het menselijk lichaam, als reactie op invloeden van buitenaf. Het idee van het zelfregulerende vermogen werd, onder anderen, door de Amerikaanse wiskundige Norbert Wiener uitgebreid naar de niet-levende wereld, waarmee hij het fundament legde voor de cybernetica.